# Виторио Орландо
Виторио Емануеле Орландо (итал. Vittorio Emanuele Orlando; Палермо, 19. мај 1860 — Рим, 1. децембар 1952) је био италијански дипломата и политичар.
Рођен је у Палерму 19. маја 1860. године. Либерал, Орландо је служио на различитим позицијама у владама Антонија Саландре и Паола Бозелија. Након италијанске војне катастрофе у месту Капорето 25. октобра 1919. године, која је довела до пада Боселијеве владе, Орландо је постао премијер и на тој позицији је био до краја рата. Иако је као премијер био вођа италијанске делегације на Париској мировној конференцији 1919, Орландово слабо знање енглеског језика и слаба политичка позиција у Италији омогућили су министру спољних послова, Сиднију Сонину, да одигра доминантну улогу. Орландо је поднео оставку 22. јуна 1919. године након неуспеха да се мировним уговором Ријека припоји Италији. Орландо је такође одиграо малу војну улогу у Првом светском рату.
Виторио Орландо је преминуо у Риму 28. априла 1952. године у 92. години живота.
- La riforma elettorale, 1883